# Selección femenina de rugby league de Nueva Zelanda
La Selección femenina de rugby league de Nueva Zelanda representa a Nueva Zelanda en competiciones de selecciones nacionales de rugby league, son conocidas como las Kiwi Ferns.
Se formó por primera vez en 1995 con la finalidad de enfrentar una serie de 2 encuentros frente a Australia
Su organización está bajo el control de la New Zealand Rugby League. 
Es la selección más laureada en la Copa Mundial Femenina de Rugby League, junto con Australia, logrando el tricampeonato en 2000, 2003 y 2008, además de tres subcampeonatso en 2013, 2017 y 2021.

## Plantel
- Laura Mariu
- Tasha Davie
- Shontelle Dudley
- Ina Chong Nee
- Teuila Fotu-Moala
- Georgia Hale
- Annabelle Hohepa
- Nora Maaka
- Sharon Chungson
- Kelly Maipi
- Hilda Peters
- Kahurangi Peters
- Rona Peters
- Krystal Rota
- Kristina Sue
- Atawhai Tupaea
- Cynthia Ta'ala
- Sharnita Woodman

## Palmarés
Copa Mundial Femenina de Rugby League
- Campeón (3): 2000, 2003 y 2008
- Subcampeón (3): 2013,[1] 2017,[2] 2021

Copa del Mundo de Rugby 9
- Campeón (1): 2019